# Verlagsgruppe Oetinger

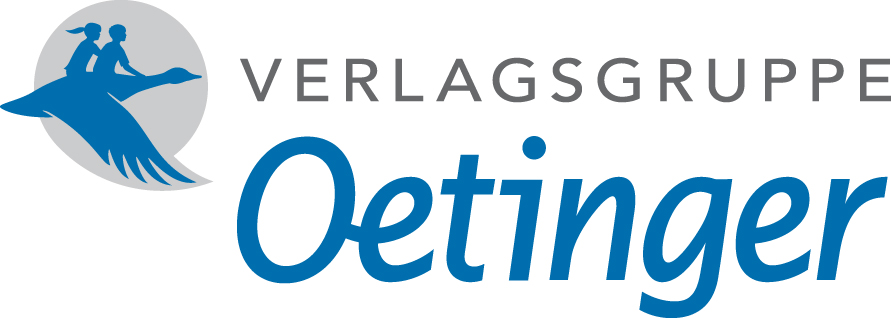
Das Logo von Oetinger

Das Logo von Oetinger bis 2018

Die Verlagsgruppe Oetinger ist eine deutsche Verlagsgruppe mit dem Schwerpunkt Kinder- und Jugendliteratur mit Sitz in Hamburg. Den Grundstein für die heutige Gruppe bildete 1946 der nach seinem Verleger benannte Verlag Friedrich Oetinger.
Zur Verlagsgruppe gehörten 2018 die Unternehmen Verlag Friedrich Oetinger mit Oetinger Taschenbuch, Dressler Verlag mit Imprint ellermann, Oetinger Media und Verlag für Kindertheater. Das Angebot umfasst Bücher für Kinder aller Altersstufen und junge Erwachsene, E-Books, Hörbücher, Audio-Downloads, Filme, Apps sowie Merchandising.
Markenzeichen von Oetinger ist seit 1961 eine Wildgans, die mit zwei Kindern auf dem Rücken ins Land der Fantasie fliegt. 2018 wurde das Logo im Rahmen eines neuen Markenauftritts leicht überarbeitet.

## Geschichte
Der Verlag Friedrich Oetinger wurde am 12. Juni 1946 von dem Buchhändler und Antiquar Friedrich Oetinger in Hamburg mit einer der ersten Lizenzen der Britischen Besatzungszone gegründet. Friedrich Oetinger hatte zuvor von 1938 bis 1946 im Verlag Heinrich Ellermann in der Abteilung Kinder- und Jugendbuch gearbeitet. 1948 trat Heidi von Hacht in das Unternehmen ein, heiratete 1952 den Firmengründer und hieß fortan Heidi Oetinger. Das ursprüngliche Verlagsprogramm umfasste wirtschafts- und sozialwissenschaftliche Schriften, u. a. den sozialkritischen Roman Das Fließband des amerikanischen Pulitzer-Preisträgers Upton Sinclair, sowie einige pädagogische Bücher.
1948 brachte der Verlag das Buch Der Kinderknigge des Wiener Pädagogen Anton Tesarek heraus und tat damit einen ersten Schritt in die neue Programmrichtung. 1949 reiste Friedrich Oetinger auf Einladung des deutschen Emigranten Kurt Heinig nach Stockholm, wo er die schwedische Autorin Astrid Lindgren und ihr Kinderbuch Pippi Langstrumpf kennenlernte. Er erwarb die deutschen Übersetzungsrechte und gab das Buch noch im gleichen Jahr heraus. Da auch alle künftigen Bücher von Astrid Lindgren sowie viele deutschsprachige Debüts nordischer Autoren bei Oetinger verlegt wurden, wurde der Verlag zum Wegbereiter skandinavischer Kinderliteratur in Deutschland.
1952 erschien der erste Fotobildband der Reihe Kinder unserer Erde, an der auch Astrid Lindgren mitwirkte. In den Jahren 1953–1957 veröffentlichte Oetinger mit der Reihe „Taschenjunior“ eine Art Vorreiter des Jugendtaschenbuchs im Miniformat. Über die Jahrzehnte erschienen bei Oetinger einige der bekanntesten Kinderbücher und Charaktere wie Das Sams von Paul Maar, Die Olchis von Erhard Dietl sowie Pettersson und Findus von Sven Nordqvist.
1971 übernahm Oetinger den Cecilie Dressler Verlag und 1976 vom Verleger Kurt Leo Maschler den Zürcher Atrium Verlag. Auch die NordSüd Verlag AG aus der Schweiz wurde vertrieblich in die Gruppe aufgenommen.
Als Verlagsgruppe wurde Oetinger aber erst sichtbar, als in den Jahren 1997 und folgende verschiedene Verlage, wie z. B. Verlag Heinrich Ellermann GmbH, Erika Klopp Verlag GmbH, Aktive Musik Verlag GmbH, NordSüd Verlag Holding AG und Arche Literaturverlag AG, Zürich, zur Gruppe hinzu kamen oder Beteiligungen an diesen Verlagen eingegangen wurden und sie in die Abläufe der Gruppe voll oder teilweise integriert wurden.
2018 wurde die Verlagsgruppe neu geordnet. Sie setzt sich zusammen aus dem Verlag Friedrich Oetinger mit Oetinger Taschenbuch, dem Dressler Verlag mit dem Imprint ellermann, Oetinger Media und dem Verlag für Kindertheater.
Die Verlage Arche und Atrium wurden unter dem Dach der W1-Media GmbH zusammengeführt, der digitale Bereich unter dem Dach von StoryDOCKS.

## Ausrichtung
Die Verlagsprogramme umfassen über 1.000 Bilder-, Kinder- und Jugendbücher, Sachbücher sowie Pappbilderbücher (Stand: 2016).
2015 erwirtschaftete die Verlagsgruppe mit rund 190 Mitarbeitern einen Jahresumsatz von zusammen 41,2 Millionen Euro und lag damit auf Rang 36 der 100 größten Buchverlage. bzw. Rang 12 der 20 größten Publikumsverlage im bundesweiten Vergleich aller deutschen Verlage.
Im Bereich Kinder- und Jugendbuchnmarkt hielt die Verlagsgruppe Oetinger nach Umsatzanteilen Rang 3.
2017 bot die Gruppe über 2.000 lieferbare Titel, über 500 lieferbare Hörbücher und über 70 DVDs. Rund 3000 Bücher wurden von der Gruppe bis 2021 veröffentlicht.
Das Angebot umfasst Pappbilderbücher, Bilderbücher, Kinder- und Jugendbücher als Hardcover oder Taschenbuch, E-Books, Hörbücher, Audio-Downloads, CDs und DVDs, Dramatisierungen, Unterrichtsmaterial, Apps, Merchandising-Artikel sowie individualisierte Formate für den Bereich B2B. Im Frühjahr 2025 hat die Verlagsgruppe das Online-Portal Giggly gelauncht, das Geburtstagssongs bekannter Kinderbuch-Charaktere personalisiert.

### Autoren
Zu den wichtigsten Autoren des Verlags gehören unter anderen Astrid Lindgren, Paul Maar, Christine Nöstlinger, Cornelia Funke, James Krüss, Erich Kästner, Henning Mankell, Kirsten Boie, Erhard Dietl, Sven Nordqvist, Sabine Ludwig, Tanya Stewner und Suzanne Collins.

## Firmengruppe
Die zur Verlagsgruppe gehörenden Verlage befinden sich bis heute in Familienbesitz der Nachfahren Heidi Oetingers.
Dies sind ihre Tochter Silke Weitendorf, ihre Enkelin Julia Bielenberg, Enkel Jan Weitendorf, der 2016 selbständig die Verlage Arche, Atrium und NordSüd übernahm, und Enkel Till Weitendorf, der StoryDOCKS verantwortet.
Zur Verlagsgruppe Oetinger (Hamburg) gehören (Stand 2018) die Verlage:
- Verlag Friedrich Oetinger GmbH mit Oetinger Taschenbuch
- Dressler Verlag GmbH mit Imprint ellermann
- Oetinger Media GmbH mit Oetinger audio, Oetinger kino und der Filmrechteagentur OeFa Oetinger
- Verlag für Kindertheater GmbH
- Chronos Verlag Martin Mörike
- Aktive Musik/Igel Records[9]

Die Ogglies Film Productions GmbH & Co. KG ist 2013 erloschen. Die Xenos Verlagsgesellschaft wurde 2011 an den Carlsen Verlag verkauft. Oetinger war zusammen mit anderen Kinderbuchverlagen Gesellschafter von hoerstern.de, einem im Herbst 2007 gegründeten Downloadportal für MP3-Kinder- und Jugendhörbücher, aus dem sich die Verlage jedoch mit Wirkung von Anfang 2012 als Teilhaber zurückzogen. Nach wie vor kooperiert jedoch auch Oetinger mit dieser Vertriebsplattform. Die zu Jahresbeginn 2011 als Gemeinschaftsunternehmen mit dem Ernst Kaufmann Verlag, Lahr, gegründete Smalland Kinderbuchausstellungen GmbH für den Buchvertrieb in Kindergärten wurde bereits nach kurzer Zeit an den Kaufmann Verlag veräußert. Seine Anteile an dem von Oetinger mitaufgebauten Entwickler von E-Book-Apps textunes hat der Verlag 2011 an die Buchhandelskette Thalia verkauft.

### Oetinger Media GmbH
1992 wurde mit der ersten CD-ROM zu „Pippi Langstrumpf“ im Verlag Friedrich Oetinger GmbH das erste digitale Produkt selbst entwickelt. Im Jahr 1997 wurde zum Zweck weiterer CD-ROM-Produktionen die Oetinger Media GmbH von Jan Weitendorf gegründet. Bis zum Jahr 2002 wurden nach und nach die Bereiche Oetinger interaktiv für Spiel- und Lernsoftware (PC und Konsole), Oetinger audio für Hörbücher und Musik-CDs sowie Oetinger kinderkino (später Oetinger kino) für DVDs und Kinoproduktionen aufgebaut. Der Bereich Oetinger interaktiv wurde 2002 eingestellt, da der rasche technische Fortschritt der Konsolen und die Einführung der Apps eine kostspielige technischen Anpassung der Spiele erforderlich machte. 2013 gehörte Oetinger Media, am Umsatz gemessen, zu den sieben größten Audioproduzenten und befand sich im Kinderbereich im Ranking hinter dem Konzern Sony Music Entertainment, der mit seinem Label Europa Die drei ??? produziert, auf Platz zwei der Hörbuchverlage. Oetinger Media war 2013 der einzige Verlag, der DVDs im Buch- und Spielwarenhandel anbietet und Lizenzen von allen namhaften Filmproduzenten und -auswertern im Portfolio hat.

## Astrid-Lindgren-Preis
Zwischen 1969 und 1999 vergab die Verlagsgruppe Oetinger den Astrid-Lindgren-Preis (Deutschland).